# Nikos Loverdos
Nikos Loverdos (in greco Νίκος Λοβέρδος?; Smirne, ... – ...; fl. XIX secolo) è stato un pistard greco.

## Biografia
Partecipò alle gare di ciclismo delle prime Olimpiadi moderne che si svolsero ad Atene nel 1896, nella 12 ore su pista, dove si ritirò alla 3ª ora.